# شورای قانون اساسی (فرانسه)
شورای قانون اساسی عالی‌ترین نهاد قانون اساسی در فرانسه است. این نهاد در ۴ اکتبر ۱۹۵۸ به وسیلهٔ قانون اساسی جمهوری پنجم ایجاد شده و وظیفه اش تضمین رعایت اصول و مقررات قانون اساسی است. جلسات این نهاد در کاخ پله رویال پاریس برگزار می‌شود.
کار اصلی آن حکم کردن در خصوص انطباق قوانین موضوعه با قانون اساسی، پس از تصویب آنها از سوی پارلمان و پیش از امضای آن و تبدیل به قانون از سوی رئیس‌جمهور است. از تاریخ ۱ مارس ۲۰۱۰ شهروندان عادی که یک طرف دادرسی یا دعوی‌های حقوقی هستند، می‌توانند از این شورا بخواهند که تطابق قانونی که در پروندهٔ ایشان به آن استناد شده را با قانون اساسی مورد بررسی قرار دهند.
اعضای شورا رؤسای سابق جمهوری هستند که بخواهند عضو آن باشند (در صورتی که بخواهند در سیاست فعال بمانند ممکن است چنین نخواهند) و نه عضو دیگر که دوره‌های نه سالهٔ غیرقابل تمدید را عضو شورا هستند. یک سوم شورا هر سه سال از سوی رئیس‌جمهور، رئیس مجمع ملی، و رئیس سنا منصوب می‌شوند. رئیس‌جمهور رئیس شورا را برمی‌گزیند.
شورای قانون اساسی فرانسه در سال ۱۹۷۱ حکم داد که تطابق با قانون اساسی به معنای تطابق با دو متن دیگری که مقدمه قانون اساسی به آنها ارجاع داده شده نیز می‌باشد. این دو متن عبارتند از اعلامیه حقوق بشر و شهروند و مقدمه قانون اساسی جمهوری چهارم فرانسه که در هر دو حقوق اساسی مردم فهرست شده‌اند.

## شورای قانون اساسی و تصویب قوانین در فرانسه
دولت فرانسه بر اساس اصل تفکیک قوا به سه قوهٔ مجریه (شامل رئیس جمهور، نخست‌وزیر، وزرا و سازمان‌های وابسته به آن‌ها)؛ قوه مقننه (شامل مجلسین فرانسه)؛ و قوهٔ قضائیه تقسیم می‌شود.
قوهٔ قضائیه دارای یک سلسله مراتب واحد نیست:
- دادگاه‌های اداری تحت نظر شورای کشور (Conseil d'État) قرار دارند.
- دادگاه‌های مدنی و کیفری تحت نظر دیوان تمیز قرار دارند.
- برخی نهادهای دیگر نیز نقش‌های نظارتی دارند.

مردم به دلایل تاریخی با مفهوم «دیوان عالی» به این معنا که توانایی الغای قوانین را داشته باشد خصومت سیاسی داشته‌اند چون خاطرات بدی از دوران پیش از انقلاب به یاد ایشان می‌آورد.
هنوز در این خصوص که این شورا یک دیوان (یا دادگاه) است اختلاف نظر وجود دارد اما برخی از دانشمندان این شورا را دیوان عالی فرانسه در نظر می‌گیرند.
قانون اساسی جمهوری پنجم فرانسه دو نوع قانون را به رسمیت می‌شناسد: قوانین موضوعه (که توسط مجلس تصویب می‌شوند) و مقررات دولت. اصل ۳۴ قانون اساسی فرانسه مفصلاً به توضیح دایرهٔ قوانین موضوعه می‌پردازد. این قوانین برای مثال شامل حقوق کیفری می‌شوند.
هر گونه مقرره‌ای که توسط قوهٔ مجریه در حوزهٔ درنظرگرفته‌شده برای قوانین موضوعه تصویب شود خلاف قانون اساسی است مگر آنکه از طریق یکی از قوانین به عنوان قانون ثانویه تلقی گردد. هر یک از شهروندان که نفعی در قضیه داشته باشد می‌تواند به این دلیل که قوه مجریه فراتر از اختیارات خود عمل کرده، از شورای کشور تقاضای لغو این مقرره‌ها را بدهد. بعلاوه، شورای کشور می‌تواند چنین مقرره‌هایی را بر این اساس که قوانین موضوعه، حقوق مصرح در قانون اساسی یا «اصول کلی قانون» را نقض می‌کنند، فسخ نماید.
ضمناً مصوبات جدید را می‌توان پیش از آنکه به امضای رئیس‌جمهور برسند، با استفاده از عریضه‌هایی که به امضای تعداد مشخصی از نمایندگان رسیده باشد به شورای قانون اساسی ارجاع داد. شایع‌ترین نمونه در این خصوص مربوط به زمانی است که ۶۰ نماینده اپوزیسیون مجمع ملی (مجلس فرانسه) یا ۶۰ نماینده اپوزیسیون سنا چنین درخواستی مطرح کنند.
اگر زمانی نظر نخست‌وزیر بر این بود که برخی از مواد قوانین موضوعه به حوزهٔ مقررات مربوط می‌شوند، می‌تواند از شورای قانون اساسی درخواست بررسی در خصوص انتقال این مواد به حوزهٔ مقررات را بدهد.

## اختیارات و وظایف

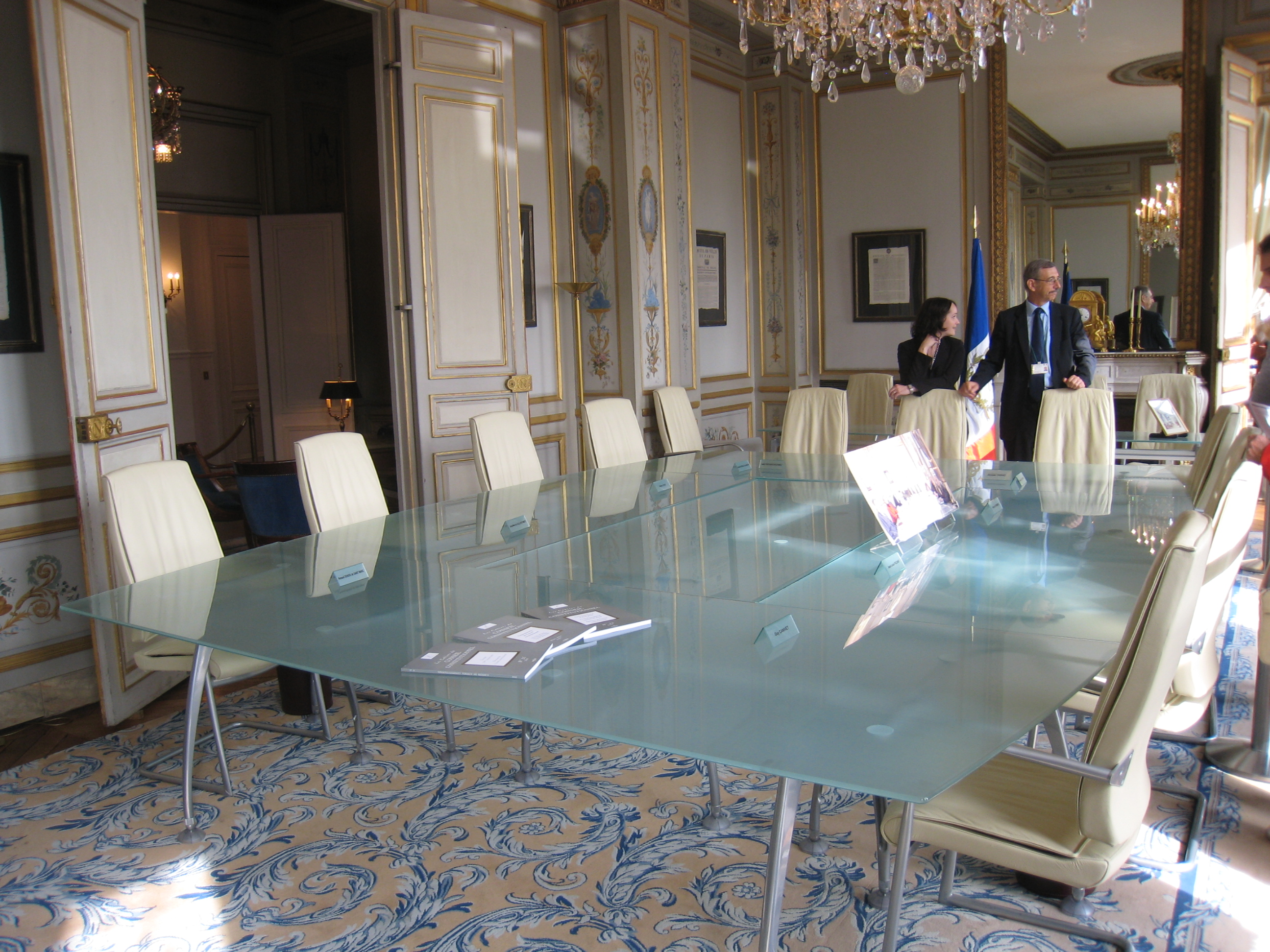
اتاق جلسات شورای قانون اساسی فرانسه در کاخ رویال

اختیارت شورای قانون اساسی فرانسه در دو حوزه است:
1. نظارت بر انتخابات ریاست‌جمهوری و پارلمانی و حصول اطمینان از مشروعیت همه‌پرسی‌ها (اصول ۵۸، ۵۹ و ۶۰ قانون اساسی). این شورا نتایج نهایی انتخابات را اعلام می‌کند و از رفتار مناسب و رعایت عدالت در انتخابات اطمینان حاصل می‌نماید. همچنین بر هزینه‌های صرف‌شده از سوی نامزدها در جریان کارزارهای انتخاباتی نظارت می‌کند تا از حدود تعیین‌شده فراتر نروند. این شورا عالی‌ترین مرجع تصمیم‌گیری در این موارد است. شورای قانون اساسی می‌تواند به یکی از این دلایل حکم به ابطال انتخابات دهد: برگزاری نادرست انتخابات؛ بکارگیری روش‌های غیرقانونی توسط نامزد برنده، یا صرف هزینه‌های خارج از محدودهٔ ذکرشده در قانون برای کارزار انتخاباتی توسط نامزد برنده.
2. دومین حوزهٔ اختیارات این شورا، تفسیر معانی بنیادین قانون اساسی، آیین‌نامه‌ها، مقررات و عهدنامه‌هاست. این شورا می‌تواند اعلام کند که وضعیت یک قانون بر خلاف قانون اساسی یا اصول ارزش‌هایی است که از این قانون یا اعلامیه حقوق بشر و شهروند برداشت کرده است. همچنین این شورا می‌تواند اعلام کند که یک قانون با معاهداتی که فرانسه آن‌ها را امضا کرده (مثل کنوانسیون اروپایی حقوق بشر) در تناقض است. به محض آنکه این شورا یک قانون را در تناقض با قانون اساسی یا اصول معاهدات تشخیص دهد، قانون مذکور باطل تلقی می‌شود. همچنین ممکن است که این شورا بواسطهٔ تفسیر خود، شروطی را برای برخی از مواد قوانین موضوعه در نظر گیرد. تصمیمات این شورا برای همهٔ مقامات الزام‌آور است.

بررسی قوانین توسط شورا در برخی موارد الزامی است. طرح‌ها و لوایح اساسی (ارگانیک) یعنی آن‌هایی که دربارهٔ اساس دولت یا معاهدات هستند باید پیش از تصویب، توسط این شورا مورد بررسی قرار گیرند (اصل ۱-۶۱ و ۵۴). متمم‌هایی که آیین‌نامه‌های ادارهٔ پارلمان را متأثر می‌سازند نیز باید به تصویب شورای قانون اساسی برسند. این شورا می‌تواند تعیین کند که اصلاحیه‌ای باید از طریق قوانین موضوعه (که به تصویب پارلمان می‌رسند) انجام شود یا اینکه به شکل مقرره توسط نخست‌وزیر ابلاغ شوند. در آغاز کار این شورا بخش اعظم کار آن مربوط به درخواست‌های تغییر ماهیت قوانین موضوعه به مقررات دولتی بود.
ورود این شورا به بررسی سایر قوانین موضوعه الزامی نیست. اما رئیس‌جمهور یا رئیس سنا یا رئیس مجمع ملی یا نخست‌وزیر یا ۶۰ تن از نمایندگان مجمع ملی یا ۶۰ سناتور می‌توانند از شورای قانون اساسی بخواهند که مصوبه‌ای خاص را پیش از آنکه به امضای رئیس‌جمهور برسد و تبدیل به قانون شود، مورد بررسی قرار دهد. معمولاً اپوزیسیون‌های پارلمان قوانینی را که به‌گمان ایشان حقوق مدنی را زیر پا می‌گذارد به این شورا می‌فرستند.
یکی دیگر از وظایف این شورا که بر حسب تعداد درخواست‌ها اهمیت کمتری دارد، بررسی درخواست‌های نخست‌وزیر برای انتقال یک قانون موضوعه به حوزهٔ مقررات دولتی است. این وضع زمانی اتفاق می‌افتد که نخست‌وزیر و کابینه می‌خواهند قانونی را که توسط مجلس مصوب شده تغییر بدهند اما قانون به آنها اجازه نمی‌دهد. نخست‌وزیر موظف است در این موارد حتماً مجوز شورای قانون اساسی را بگیرد. امروزه این نوع درخواست‌ها از شورای قانون اساسی بسیار کاهش یافته به طوری که در ۲۰۰۸ از میان ۱۴۰ تصمیمی که این شورا گرفت، تنها ۵ مورد مربوط به انتقال قوانین موضوعه به مقررات دولتی بود.

## اعضا

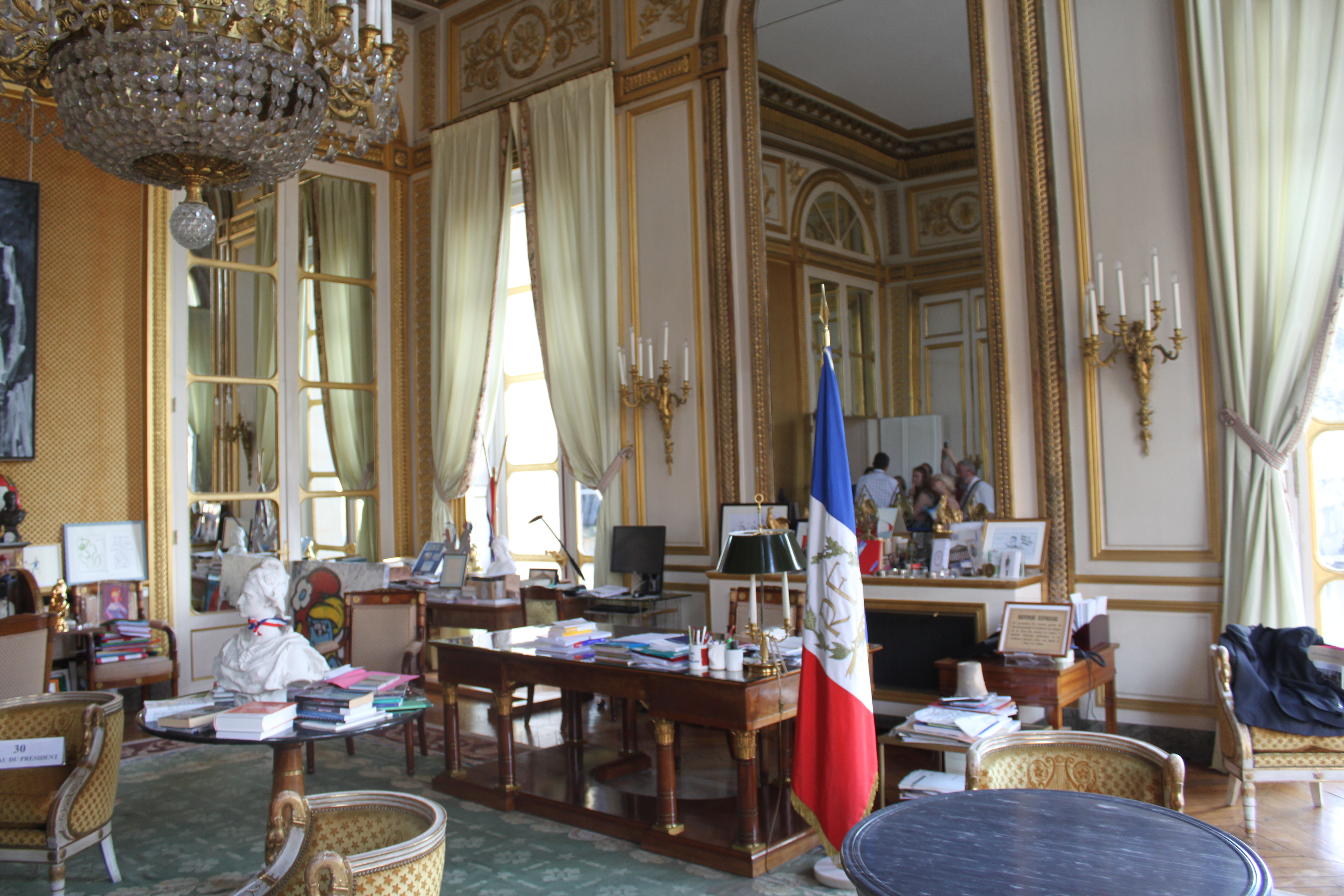
دفتر کار ریاست شورای قانون اساسی فرانسه

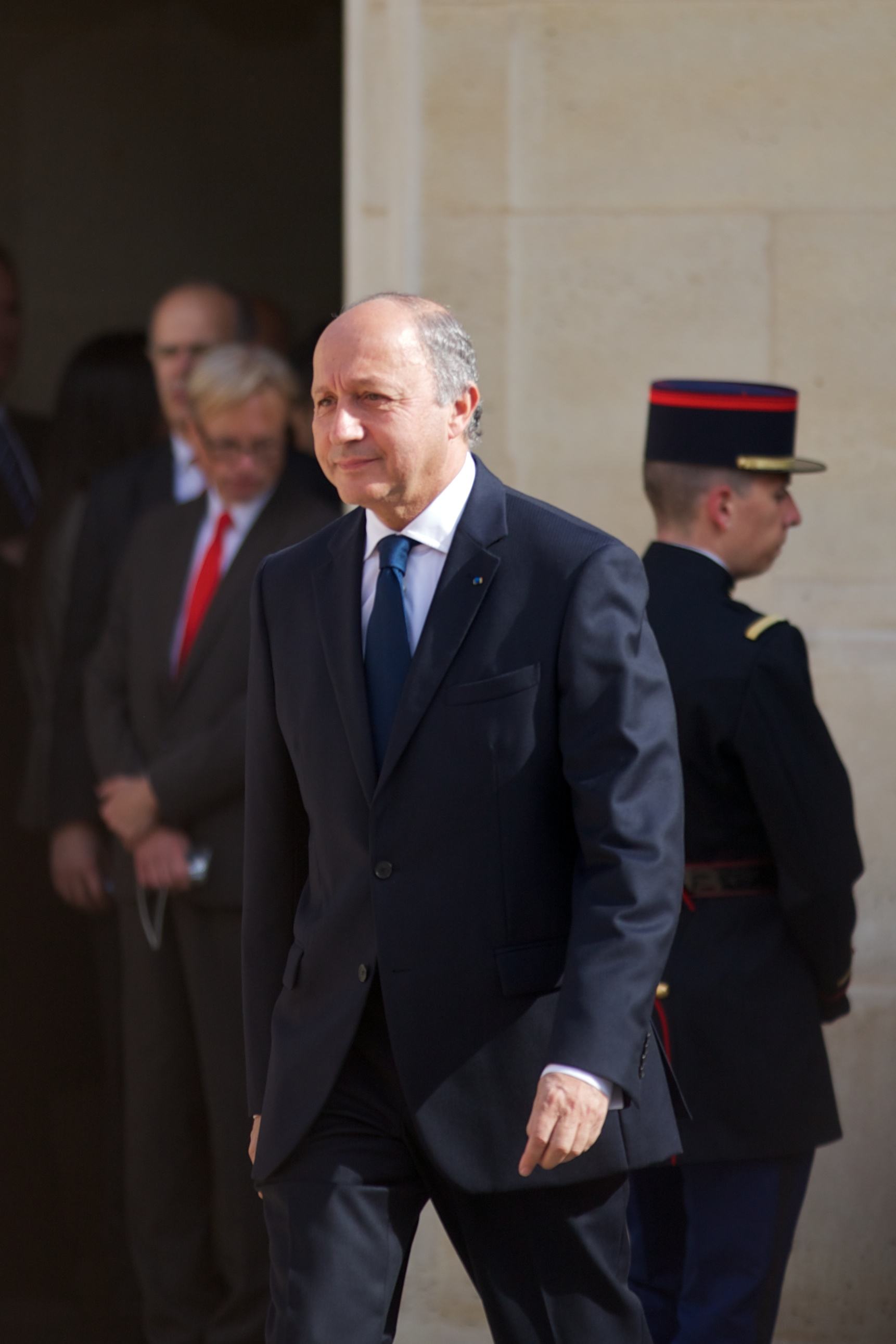
لوران فابیوس، رئیس فعلی شورای قانون اساسی فرانسه

بخشی از شورای قانون اساسی متشکل از رؤسای جمهور قبلی فرانسه است که تصمیم خود را برای حضور در آن اعلام کرده باشند. در صورتی که ایشان مستقیماً درگیر سیاست شوند معمولاً وارد شورا نمی‌شوند. دیگر اعضای شورا شامل ۹ عضو دیگر هستند که هر کدام به مدت ۹ سال (غیرتجدیدپذیر) در شورا حضور می‌یابند. هر سه سال یک سوم از این اعضا منصوب می‌شوند. سه تن از ایشان به حکم رئیس‌جمهور، سه تن با رأی مجمع ملی، سه تن به حکم رئیس مجمع ملی (مجلس) و سه تن به حکم رئیس سنا منصوب می‌گردند. رئیس این شورا به انتخاب رئیس‌جمهور انتخاب می‌شود.
در اصلاحات قانون اساسی که در سال ۲۰۰۸ انجام گرفت، انتصابات شورای قانون اساسی منوط به طی مراحل پارلمانی شد (اصل ۱۳ و ۵۶). اما تا اوت ۲۰۰۹ هنوز این اصلاحات اجرا نشده بود چون سایر الزامات هنوز به قانون تبدیل نشده بودند.(وضعیت فعلی باید بررسی شود)
این شورا به جز در موارد خاص، با حد نصاب ۷ نفر تشکیل می‌شود. تصمیم‌گیری‌ها بر اساس رأی اکثریت است و رئیس شورا در صورت مساوی شدن آرای موافقین و مخالفین، رأی تعیین‌کننده را دارد. برای تصمیم‌گیری در خصوص عدم کفایت رئیس‌جمهور، رأی اکثریت اعضای شورا لازم است.
در اردیبهشت ۱۴۰۱ اعضای این شورا عبارت بودند از:
- لوران فابیوس، در مارس ۲۰۱۶ توسط رئیس‌جمهور وقت فرانسوا اولاند به عنوان رئیس شورا منصوب شد.
- کورین لوکوین، در مارس ۲۰۱۶ از سوی کلود بارتولون رئیس وقت مجمع ملی منصوب شد.
- میشل پینو، در فوریه ۲۰۱۶ از سوی ژرار لارشه، رئیس سنا منصوب شد.
- آلن ژوپه، در مارس ۲۰۱۹ توسط ریشار فران رئیس مجمع ملی منصوب شد.
- ژاک مزار، در فوریه ۲۰۱۹ توسط رئیس‌جمهور وقت امانوئل مکرون منصوب شد.
- فرانسوا پیله، در فوریه ۲۰۱۹ توسط ژرار لارشه، رئیس وقت سنا منصوب شد.
- ژاکلین گورو، در مارس ۲۰۲۲ توسط امانوئل مکرون، رئیس‌جمهور منصوب شد.
- ورونیک مالبک، در مارس ۲۰۲۲ توسط ریشار فران، رئیس مجمع ملی منصوب شد.
- فرانسوا سنر، در مارس ۲۰۲۲ توسط ژرار لارشه، رئیس سنا منصوب شد.

اعضای زیر عضو نیستند اما از سال ۲۰۱۹ اگر بخواهند می‌توانند به شورا بپیوندند:
- نیکولا سارکوزی، رئیس‌جمهور اسبق از مه ۲۰۱۲ تا ژوئیه ۲۰۱۳ بر کرسی شورا نشست.
- فرانسوا اولاند، رئیس‌جمهور سابق از مه ۲۰۱۷ مجوز حضور داشت ولی قول داد که هیچ گاه بر کرسی‌های شورا ننشیند.

اعضای شورا توسط رئیس‌جمهور سوگند داده می‌شود. آنها باید از ورود به تحزب خودداری نمایند. ایشان نباید اعلامیه‌ها و بیاناتی داشته باشند که باعث شود برچسب وابستگی به احزاب به آن‌ها زده شود. از این رو در سال‌های اخیر حضور رؤسای جمهور مورد بحث و جدل بوده است چون برخی حضور ایشان را مغایر با اصل عدم وابستگی جناحی تلقی می‌کنند. رنه کوتی، ونسان اوریول، والری ژیسکار دستن، ژاک شیراک و نیکولا سارکوزی تنها رؤسای جمهو سابقی هستند که تصمیم گرفتند بر کرسی‌های این شورا تکیه کنند.